# Zemědělská škola Kadoorie
Zemědělská škola Kadoorie neboli Kadooriho zemědělská škola též jen Kadoorie (hebrejsky בית הספר החקלאי כדורי, anglicky Kadoorie Agricultural High School, v oficiálním seznamu sídel Kadoorie) je mládežnická vesnice a vzdělávací komplex v Izraeli, v Severním distriktu, v Oblastní radě Dolní Galilea.

## Geografie
Leží v Dolní Galileji v nadmořské výšce 128 metrů, na rozmezí odlesněné planiny s intenzivním zemědělstvím, která se rozkládá východně od obce, a okraje pohoří Harej Nacrat (Nazaretské hory) na západní straně. Zhruba 2 kilometry na jih odtud se zvedá izolovaný vrchol hory Tavor. K jihu směřují také vádí Nachal ha-Šiv'a, vedoucí podél západního okraje obce, a Nachal Kešet na východní straně. Obě se jižně od areálu Kadoorie spojují.
Obec se nachází cca 15 kilometrů jihozápadně od města Tiberias, cca 90 kilometrů severovýchodně od centra Tel Avivu a cca 40 kilometrů jihovýchodně od centra Haify. Kadoorie obývají Židé, přičemž osídlení v tomto regionu je etnicky smíšené. Město Kafr Kama ležící cca 4 kilometry severovýchodním směrem obývají izraelští Čerkesové. Na jihovýchodní a východní straně leží též obce osídlené izraelskými Araby (například Daburija nebo města v aglomeraci Nazaretu).
Zemědělská škola Kadoorie je na dopravní síť napojena pomocí dálnice číslo 65.

## Dějiny
Zemědělská škola Kadoorie byla založena roku 1933. Peníze na její zřízení poskytl židovský podnikatel Ellis Kadoorie, který působil v Hongkongu a který se rozhodl podpořit rozvoj tehdejší britské Palestiny dotací na zbudování dvou školských ústavů. Jeden měl být zřízen pro Araby, druhý pro Židy. Arabská škola byla postavena ve městě Tulkarm, židovská zde.
Slavnostní otevření školy se konalo 20. června 1934. Šlo o odbornou školu zemědělského zaměření, která se v následujících letech stala jedním z vzdělávacích center a jejíž absolventi se podíleli na zakládání mnoha zemědělských osad. Ústavem prošel i velitel jednotek Palmach a pozdější izraelský politik Jigal Alon nebo pozdější náčelník Generálního štábu Izraelských obranných sil a izraelský premiér Jicchak Rabin.
V současnosti původní zemědělskou školu doplnil celý komplex vzdělávací ústavů včetně vyšších ročníků základní školy a střední školy využívané obyvateli okolních vesnic a měst. Dále je zde i vyšší školství s technickým zaměřením. V roce 1997 byla původní zemědělská škola doplněna rovněž o biologické výzkumné středisko. Celkem tady studuje 1500 žáků. Část z nich zde pobývá trvale na internátu. Nový objekt internátu pro studenty byl dokončen roku 1998. Mezi žáky jsou Židé, ale i Arabové, Drúzové a Čerkesové. Součástí komplexu jsou sportovní areály včetně fotbalového stadionu a amfiteátr s 1500 místy.

## Demografie
Podle údajů z roku 2014 tvořili naprostou většinu obyvatel v Zemědělské škole Kadoorie Židé (včetně statistické kategorie "ostatní", která zahrnuje nearabské obyvatele židovského původu ale bez formální příslušnosti k židovskému náboženství). Šlo o ale z velké části o personál školy. K 31. prosinci 2014 zde žilo 159 lidí. Během roku 2014 populace klesla o 5,9 %.
| Rok            | 1948 | 1961 | 1972 | 1983 | 1995 | 2001 | 2003 | 2004 | 2005 | 2006 | 2007 | 2008 | 2009 | 2010 | 2011 | 2012 | 2013 | 2014 |
| -------------- | ---- | ---- | ---- | ---- | ---- | ---- | ---- | ---- | ---- | ---- | ---- | ---- | ---- | ---- | ---- | ---- | ---- | ---- |
| Počet obyvatel | 31   | 181  | 215  | 290  | 266  | 212  | 205  | 200  | 198  | 206  | 197  | 200  | 241  | 231  | 230  | 170  | 169  | 159  |